# Олександрівка (Обухівський район)
Олекса́ндрівка (колишні назви — Слобода, Бутівка) — село в Україні, у  Миронівській міській громаді Обухівського району Київської області. Колишній орган місцевого самоврядування — Олександрівська сільська рада. Населення становить 613 осіб.

## Назва
Існує легенда щодо походження назви села. До XVI століття на місці, де нині розташована Олександрівка, простягався голий степ. Першими поселенцями тут були вільні від кріпацтва люди, як тоді казали, — «слободні». Пізніше поселення стали називати Слободою. Та згодом пани ввели повинності й непомірну плату за землю, яка належала селянам. Тоді Слобода вже перестала бути вільним поселенням, а село перейменували на Олександрівку, на честь новонародженого панського первістка Олександра. Відтоді Слобода й зветься Олександрівкою.

## Географія
Розташоване в долині річки Росавки, за 22 км від районного центру, за 11 км від залізничної станції Карапиші. Межує на півночі з селом Фролівка, на півдні з селом Карапиші, а на заході з селом Луб'янка. 
Мікротопоніми:
- Гурина гребля
- Загребелля
- Заставок
- Синявська гребля
- Устимова гребля
- Шевченкова гребля
- Шкапина левада
- Шкапівська гребля
- Шубівська гребля

В Олександрівці налічується 12 вулиць, у тому числі й один провулок. 
Вулиці: Берегова, Західна, Миру, Мисливська, Новосілка, Польова, Садова, Синявського Миколи, Степова, Центральна, Юр'єва.
Провулки: Садовий.
У відповідності до Закону України «Про засудження комуністичного та націонал-соціалістичного (нацистського) тоталітарних режимів в Україні та заборону пропаганди їхньої символіки» в селі перейменовано наступні вулиці:
- вул. Жовтневу — на вул. Степову;
- вул. Комнезанську — на вул. Західну;
- вул. Комсомольську — на вул. Новосілку;
- вул. Пролетарську — на вул. Польову;
- вул. Льва Толстого — на вул. Миру;
- вул. Леніна — на вул. Центральну.

## Населення
За радянських часів населення села становило — 1210 осіб, а нині становить 613 осіб, тобто скоротилося майже удвічі.

## Символіка
Герб села Олександрівка являє собою срібний щит на якому викладена чорними кругами літера «О». Чорні круги — бутовий камінь, що використовувався у давні часи для метальних машин, пізніше — для виготовлення гарматних ядер та рушничних куль. Від назви цього каміння походить давня назва Олександрівки — село Бутівка.

## Історія
Ось як скупо пише про село відомий краєзнавець Лаврентій Похилевич у своїй книзі «Сказання о населённых местностях Киевской губернии», виданій у 1864 році: «К Богородичной церкви приписана деревня Бутовка, недавно переименованная Александровкою. Она на левой стороне Расавы, в 2-х верстах от Карапышей. Жителей об. пола 420.».
Наприкінці XIX століття в Олександрівці діяла панська школа, яку відвідували лише діти заможних селян. 1910 року у невеличкому будиночку відкрито церковно-парафіяльну школу, в якій навчалося близько 40 дітей. Після Жовтневого перевороту 1917 року під школу було виділено ще одне приміщення. 
Донині збереглася в Олександрівці будівля кінця XVIII століття — комора Глубинка. Її назва походить від слова «глибинка», через те, що село було найдальшим від райцентру пунктом хлібоздачі — глибинкою. Спочатку там містилася панська управа. Після подій Лютневої революції 1917 року будівля певний час слугувала сільським клубом, згодом — конюшнею, а під час колективізації переобладнана на комору (розмір приміщення 45×12 метрів), куди звозили зерно колгоспники з Олександрівки, Карапишів, Пустовітів, Фролівки.
До приходу радянської влади у селі існувало три млини-вітряки. З появою колгоспів вони занепали і згодом були розібрані. На початку 1920-х років в Олександрівці діяла хата-читальня (нині на її місці розташований стадіон «Нива»), якою завідував Т. В. Одарченко. Також на початку 1920-х років у селі був створений колгосп, підпорядкований Миронівському цукрозаводу.
1925 року в селі створена Олександрівська сільська рада. Першим головою сільради був обраний Прокіп Давидович Перетятько.
У 1928 році в Олександрівці організовано сільськогосподарську артіль «Жовтень». Першою до неї вступила група селян з однієї вулиці. Цих селян називали «пролетаріями», а саму вулицю назвали Пролетарською. Згодом артіль реорганізована в колгосп «1 Травня», який очолив Купріян Шкапа. У той самий час створений колгосп «Жовтень», який очолив сільський голова Олександрівки Прокіп Давидович Перетятько. До колгоспу «Жовтень» належали селяни, що мешкали на вулицях Жовтневій, Толстого, Леніна та Комнезанській. Колгосп «Жовтень» мав 1604 га сільгоспугідь, у тому числі 1539 га орної землі, і спеціалізувалося на вирощуванні зернових культур та цукрових буряків, а також розведенні м'ясо-молочної худоби.
Під час Голодомору 1932—1933 років голодною смертю загинули 364 мешканці Олександрівки, близько 110 з них — малолітні діти. 2007 року на місці масового поховання жертв Голодомору за ініціативи сільського голови В. М. Бокаленка та за кошти директора Інституту землеустрою УААН Даниленка Анатолія Степановича встановлено меморіальний хрест з сірого граніту.
1934 року обидва колгоспи об'єдналися в один — колгосп «Жовтень». 
У селі в період колективізації розкуркулено та репресовано 27 осіб. Багато мешканців Київщини, у тому числі й Олександрівки, стали жертвами необґрунтованих політичних репресій 1937—1938 роках, в історичній літературі ці події відомі, як Великий терор. У цей час було репресовано трьох мешканців села.
Наприкінці 1930-х років у колгоспі з'явилися перші трактори. Першим трактористом був Омелько Герасимович Синявський, який згодом понад 35 років працював на різних тракторах — «Фордзон», «СХТЗ-НАТІ-ITA», «ХТЗ-ДТ-54», що були приписані до машинно-тракторної станції у Карапишах, але обробляли поля не одного колгоспу, а крім Олександрівки, ще й у Вікторівці, Пустовійтах, Зеленьках та Юхнах. Першим шофером в Олександрівці був Олексій Андрійович Синявський, який працював на цій посаді близько 40 років.
У 1939 році розібрали місцеву церкву, а на її місці згодом збудували сільський клуб. Першим завідувачем клубу був Григорій Захарович Шкапа.
27 липня 1941 року село було окуповане німецьким військом. Невдалі оборонні бої за село вела 199-та стрілецька дивізія під командуванням полковника Алєксєєва О. М. та 14-та кавалерійська дивізія.
У 1942—1943 роках окупаційною владою на примусові роботи до Німеччини з Олександрівки було вивезено понад 30 односельців, переважно молодих хлопців та дівчат. По війні більшість колишніх остарбайтерів повернулося на батьківщину. Відвоювали російські окупанти  село 30 січня 1944 року частинами 54—го укріпрайону під командуванням генерал-майора Михайла Титовича Карначова. 
На фронтах німецько-радянської війни загинули 82 односельців. Одну з вулиць села названо на честь односельця — лейтенанта Миколи Захаровича Синявського. 
За мужність і героїзм, проявлені під час німецько-радянської війни, 30 воїнів-земляків нагороджені орденами та медалями. За сумлінну працю в тилу ворога медаллю «За доблесну працю в роки Великої Вітчизняної війни 1941—1945 років» було нагороджено шість жінок — мешканок села.
У повоєнний час відновив свою роботу сільський клуб, завідувачем якого до 1952 року залишався Григорій Захарович Шкапа. 1959 року при клубі створений хор.

## Інфраструктура

### Освіта
У селі працює Олександрівське навчально-виховне об'єднання «Загальноосвітня школа І—II ступенів — дитячий садок».
Для найменших мешканців села працює комунальний заклад «Дошкільний навчальний заклад загального розвитку „Зірочка“», розрахований на 20 дітей (одна різновікова група). Всі культурні заходи проходять в сільському Будинку культури. 

#### Шкільництво: історія та сучасність
Свою історію сільська школа в Олександрівці веде з кінця XIX століття. Тоді один з власників села поблизу власного маєтку збудував так звану «панську» школу. Тоді там навчалися діти лише заможних селян. 1912 року сільська громада, що складалася з бідних селян, стали просити пана, аби той дозволив і їхнім дітям відвідувати школу. Той звичайно погодився, але у діючу школу їх не пустив, натомість виділив невеличкий будиночок у центрі села. Так в селі з'явилася церковно-парафіяльна школа, яку відвідувало 40 дітей. Тут дітей навчали Закону Божому, читанню, арифметиці, каліграфії.
Після 1917 року в селі під школу було виділено ще одне приміщення, яке розташовувалося на відстані півкілометра від першого. Першою завідувачкою школи стала уродженка сусідніх Карапишів Текля Василівна Одарченко.
У 1930 році директором Олександрівської школи призначено Яблунівського. Саме він наполіг і домігся, аби тих дітей, що ходили під час голодомору до школи, безкоштовно годували. Згодом на посаду директора, вже семирічної школи, призначено Аврама Лавровича Бондаренка.
1938 року відбувся перший випуск учнів Олександрівської семирічки. Тоді було 19 випускників, серед них — Павло Семенович Шкапа, Мотрона Лаврентіївна Синявська, Клавдія Порфирівна Куделя. Вони тоді раділи отриманим атестатам, адже він давав право на подальше навчання. Але початок німецько-радянської війни перекреслив всі надії та сподівання випускників.
У повоєнний час директорами школи почергово були Бутовський, Дульський, Перетятко, Притула. 1950 року до села приїхав молодий вчитель-фронтовик Ілля Карпович Каплуненко, котрий і очолив школу. Від 1950-х років при Олександрівській семирічній школі діяв струнний оркестр, керівником та учасником якого був І. К. Каплуненко. 1957 року разом з тодішнім головою колгоспу «Жовтень» Михайлом Порфировичем Хоменком розпочав будівництво нової школи, а завершував її вже інший голова, але вже колгоспу «Будівник комунізму» — Андрій Іванович Синявський. 1967 року у центрі села була урочисто відкрита нова двоповерхова школа.
За активну участь у підготовці школи до нового 1967/1968 навчального року А. І.  Синявського нагороджено Грамотою Міністерства освіти УРСР та Українського республіканського комітету профспілки працівників освіти, вищої школи та наукових установ.
Від 1980 року директором школи є Іван Вікторович Самофал. 1985 року за ініціативи директора школи І. В. Самофала та вчителя української мови і літератури Я. О. Синявського створено кімнату-музей історії села. Музей складається з п'яти тематичних відділів: «Минуле Олександрівки», «Вони кували Перемогу», «Будні села», «Рідне село сьогодні» та «Випускники школи». 1998 року знов таки за ініціативи І. В. Самофала у школі відкрито «Бабусину світлицю», де можна ознайомитися з інтер'єром старовинної сільської хати кінця XIX — початку XX століття.
1999 року Олександрівська школа через свою малу укомплектованість учнями набула статусу — Олександрівське навчально-виховне об'єднання «Загальноосвітня школа І—II ступенів — дитячий садок». Нині тут навчається близько 70 учнів та виховується 19 дошкільнят. 2000 року школу газифіковано.

### Охорона здоров'я
На початку 1930-х років з лав Червоної армії демобілізувався Андрій Кузьмович Синявський, за фахом був військовим фельдшером. І лише рік надавав медичну допомогу селянам. Згодом помер від раніше отриманих ран. В загалом, то до початку німецько-радянської війни в Олександрівці власного фельдшерсько-акушерського пункту не було. На той час проводилися лише медичні огляди лікарями: хірургом з Росави Г. З. Гордієнком та медичними працівниками з Карапишів — Н. А. Синявським та Г. О. Мелешковою. Для того щоби одержати першу медичну допомогу або придбати будь-які медикаменти, то недужі мали їхати до Карапишів. 
Лише наприкінці 1940-х років  в село прислали фельдшера. Для потреб медичного пункту облаштували одну кімнату в будинку Василя та Єфросинії Степаненків. Тут від 1948 року розпочала свою роботу молода фельдшерка з Карапишів Поліна Дрига. 
У середині 1950-х років за головування М. П. Хоменка в селі було збудовано нову будівлю фельдшерсько-акушерського пункту (у 2010-х роках на цьому споруджений храм Покрови Пресвятої Богородиці). Відтоді й до 1956 року у новозбудованому ФАПі працювало молоде подружжя — військовий лікар Василь Федорович Лада та акушерка Стефанія Семенівна Мотузка. Наступних шість років у ФАПі працював також військовий фельдшер, уродженець Владиславки Тихон Власович Лобас, а акушеркою — Євдокія Аврамівна Діденко. Акушерку у 1963 році перевели до Карапишівської дільничої лікарні, а її місце зайняла Надія Василівна Мегеда, яку вже наступного року призначають завідувачкою ФАПу. 1964 року за її допомоги при ФАПі було відкрито пологове відділення, що працювало понад десять років. 
Наприкінці 1970-х — початку 1980-х років ФАП переїхав у нове приміщення, де функціює й дотепер. 1982 року Н. В. Мегеді за сумлінну працю присвоєно почесне звання «Заслужений працівник охорони здоров'я Української РСР». Нині у сільському ФАПі працюють Н. М. Бокаленко та В. В. Дяченко.

### Сільський клуб. Будинок культури
Колись із настанням осені, завершувалися усі польові роботи, а це припадало на середину жовтня, — починалися вечорниці, традиційно на свято Покрови. Для проведення вечорниць дівчата підшуковували простору хатину. Господиня цього дому — жінка (бабуся, вдова), яку всі прибулі величали «вечернична», «досвітчана мати», «паніматка». Саме вона стежила за дотриманням усіх звичаїв та традицій під час вечорниць. Під час вечорниць дівчата переважно пряли, вишивали рушники й сорочки. Лише по великих святах, коли це дозволяв церковний календар, то могли потанцювати або поспівати. У той час, коли дівчата пряли або вишивали, хлопці розвеселяли їх, аби ті не нудьгували. 
На початку 1920-х років в селі клубу не було, а для цього використовували комору Глубинка. Тоді з одного боку будівлі був клуб, а з іншого — комора, де зберігалося зерно. У 1930-х роках розібрали місцеву церкву, а на її місці згодом збудували сільський клуб. Від 1930-х років у клубі діяла пересувна кіноустановка, що діяла до середини 1950-х років. Першою кінострічкою, що була показана у клубі — художній німий фільм «Земля» Олександра Довженка. Першим завідувачем клубу, від 1948 року, був Григорій Захарович Шкапа. У той час художник-аматор Сергій Леонідов намалював на стелі через увесь клуб орден «Перемога».
Г. Шкапу 1952 року на цій посаді змінив Сергій Пилипович Кушнір, котрий одночасно був й художнім керівником гуртку народної самодіяльності, що діяв при клубі. У середині 1950-х років у клубі була вже стаціонарна кіноустановка, на якій працював Михайло Петрович Сосюра. Аби привернути увагу до кіно, кіноустановку привозили у поле, де працювали колгоспники на обмолоті хлібів й просто на скирті соломи вивішували біле полотно та демонстрували художні стрічки. 
1959 року С. Кушніра змінив Борис Федорович Веремій, котрий спільно з завідувачкою бібліотеки Галиною Омелянівною Комарівською організував сільський хор. В хорі було близько 60 учасників. Згодом на Республіканському огляді-конкурсі виконавців української народної пісні за виконання пісень: «Як служив же я у пана» та «Ой, у вишневому садку» колектив був премійований баяном та вишиванками. У 1960—х роках кіномеханіками у клубі працювали Василь Степанович Капелька, Михайло Вікторович та Петро Вікторович Динники. П. Динник організував гурток «Юний кіномеханік», який відвідувало більше 10 учнів місцевої школи.   
Діяв в селі й драматичний гурток, яким керував вчитель місцевої школи Олексій Митрофанович Перетятко. 1965 року клуб очолив Володимир Олексійович Осмірко. Ще на початку 1960-х років спорудили нову будівлю клубу, яке стало базою колгоспної агіткульт-бригади. Саме такою керував й завідувач клубом В. Осмірко. Вона була першою на теренах не лише району, але й цілої Київської області. Активно працювали такі бригади переважно на часі важливих сільськогосподарських кампаній. Наприклад, під час жнив приїздили вони обідньої пори й виступали перед колгоспниками з концертом, а сценою слугував переважно майданчик на польовому стані. 
Після Володимира Осмірка клубом завідували Василь Якович Мегеда, Володимир Степанович Степаненко, Галина Іванівна Гудзенко. Від 1973 року директором Будинку культури працює Данило Омелянович Синявський. У 1967—1971 роках кіномеханіком був Анатолій Васильович Пастушенко. За цей час він замінив стару спрацьовану на більш сучасну, як на той час, апаратуру — стаціонарний кінопроєктор КПТ-3, що дозволив демонстрацію, як звичайних, так і широкоекранних фільмів. Упродовж 1971—1987 років кіномеханіками були Анатолій Петрович Зубков, Микола Трохимович Ліщенко, Віктор Кієнко, Іван Шарафан, Станіслав Литвин, Михайло Петрович Сосюра. У 1987—1991 роках на кіносеанси до сільського клубу приходило усе менше людей, оскільки чи не у кожній оселі почали з'являтися телевізори, що відбило інтерес у глядача до кіно.

## Пам'ятки, визначні місця

### Культові споруди
Наприкінці XVII — початку XVIII століття на свято Покрови в Олександрівці освятили дерев'яну Свято-Покровську церкву. Це був дерев'яний храм заввишки 20 метрів, побудований без єдиного цвяха. Була з однією банею та великим дубовим хрестом. На дзвіниці було три дзвони. Усередині церква оздоблена іконами і фресками. Церковний хор складався більш як із двадцяти осіб.
Радянської влада в селі встановлена 1918 року. Навесні 1922 року більшовики, котрі відбили на той час зовнішні загрози, перейшли до етапу активної боротьби з релігійними інститутами і насамперед з православною церквою, яка розглядалася ними як найбільший осередок внутрішньої «контрреволюції». Так у 1920-х роках після таємничого зникнення сільського священика духовенство волості (с. Карапиші) висвятило на цю посаду колишнього співака Київської філармонії, керівника драматичного та співочого гуртків Олександрівки Ю. О. Цапенка. Коли Совіти хотіли закрити сільську церкву, то Ю. О. Цапенко не дав цього зробити і лише після від'їзду панотця з села, дзвони з дзвіниці було знято, а храм перетворено на зерносклад. Наприкінці 1930-х років церкву остаточно розібрали, а на її місці збудували сільський клуб.

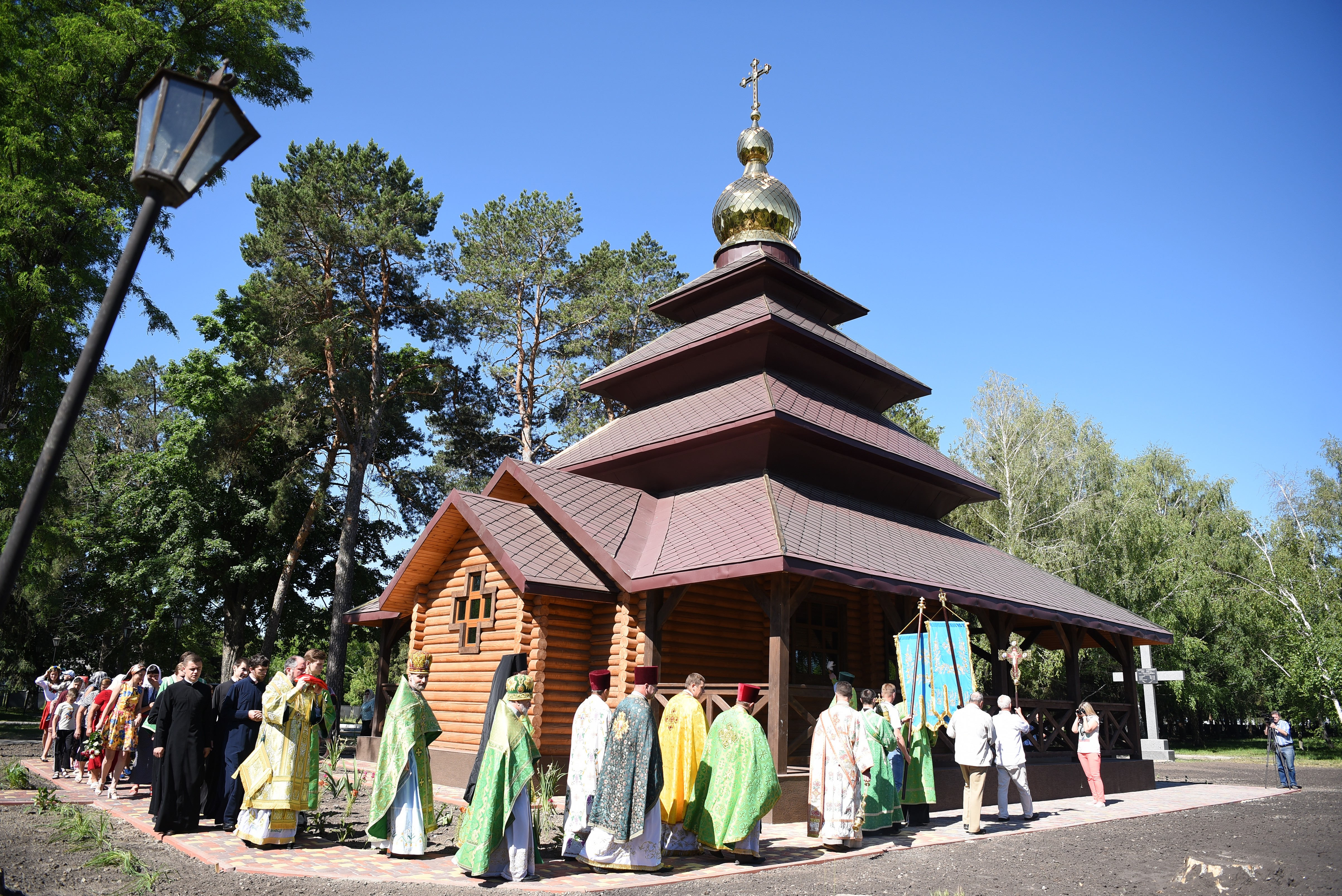
Храм Покрови Пресвятої Богородиці

2 червня 2018 року митрополитом Епіфанієм Думенком було звершене освячення новозбудованого храму на честь Покрови Пресвятої Богородиці. Під час чину освячення митрополиту Епіфанію співслужили: благочинний Миронівського району прот. Володимир Петрик, настоятель місцевої парафії прот. Григорій Петрущак, намісник Свято-Миколаївського монастиря м. Богуслав ігумен Арсеній (Пожарний), настоятель столичної парафії Ікони Божої Матері «Живоносне Джерело» прот. Валерій Семанцов та інше запрошене духовенство.

### Молодеча криниця
Молодеча криниця розташована ліворуч від Синявської греблі. Побутує легенда щодо назви цієї криниці.  Жив колись в селі багатий пан. І народилася у нього дочка, яку назвали Параска. Росла вона і з кожним роком ставала усе вродливішою. Вже й до нею стали залицятися паничі, але не довго тривали ці залицяння, бо дівчина від народження була незрячою. І куди вже не звертався батько, які б гроші не платив ворожкам та знахарям, але ніхто з них, так нічим не зміг допомогти.
Одного разу до пана прийшов його кріпак Іван і розповів про свій сон. Суть сну полягала у тому, що він покаже місце, на якому молоді парубки мають викопати криницю, а панська дочка тричі має вмитися тою водою і тоді вона почне бачити. Так і зробили, як казав Іван. Відтоді панська дочка почала бачити, а пан, на віддяку дарував Іванові та його родині вільну, а криницю з того часу стали називати Молодечою.

### Меморіали, пам'ятники
- У 1970 році в центрі Олександрівки в пам'ять про загиблих односельців встановлено пам'ятник «Скорботна мати», фотопанорама «Вічна слава героям 1941—1945 рр.». На гранітних плитах викарбувані імена всіх загиблих земляків[19]. Прізвища загиблих олександрівців занесені до «Книги пам'яті», виданої у 1995 році, з нагоди 50-ліття закінчення війни 1941—1945 років.
- 2007 року на місці масового поховання жертв Голодомору 1932—1933 років встановлено меморіальний хрест з сірого граніту.

## Відомі люди
- Златогорова Броніслава Яківна (до шлюбу Гольдберг; 1904—1995) — радянська співачка (контральто). Народна артистка РРФСР (1951).
- Синявський Яків Олексійович — краєзнавець, вчитель української мови та літератури Олександрівської школи. Відмінник освіти України. Автор книг «І мила серцю сторона… (з історії Олександрівки» (2003), «Шевченко і Київщина» (2007), «Тече річка Росавка» (2013), «Викарбовані з граніту і сталі».
- Томошевський Віктор Михайлович — український військовик, полковник у відставці, ветеран Збройних сил України, воїн-інтернаціоналіст, колишній секретар Київського обкому КПУ та секретар обкому КПУ Миронівського району.
- Шедловський Євмен Трохимович (1917—2001) — учасник німецько-радянської війни. Нагороджений орденом Жовтневої Революції (1971). У різні роки працював трактористом, слюсарем, бригадиром тракторної бригади, а згодом завідувачем відділу № 1 в колгоспі «Жовтень» (с. Карапиші).